# Shavkat Salomov
Shavkat Salomov (Bukhara, 13 novembre 1985) è un ex calciatore uzbeko, di ruolo attaccante.